# Коан-Мару
«Коан-Мару» — транспортне судно, яке під час Другої світової війни взяло участь в операціях японських збройних сил на Філіппінах, в Індонезії та в архіпелазі Бісмарка.

## Передвоєнна історія
Судно спорудили в 1936 році на верфі Uraga Dock на замовлення компанії Dairen Kisen із Дайрена (наразі Далянь у Маньчжурії).
15 серпня 1941 року судно реквізували для потреб Імперського флоту Японії, при цьому його призначили для використання як судно доставки води. З 25 вересня по 25 жовтня 1941 року «Коан-Мару» пройшло необхідну модернізацію на верфі Kawasaki K.K. у Кобе.

## Вторгнення на Філіппіни та в Індонезію
6 грудня 1941 року, напередодні нападу на Перл-Харбор, «Коан-Мару» прибуло до Мако (важлива база японських ВМС на Пескадорських островах у південній частині Тайванської протоки). 18 грудня із Мако та двох тайванських портів вийшло 76 транспортів, що перевозили сили вторгнення до затоки Лінгайєн на острові Лусон (висадка почалась 22 грудня). Разом із ними прямувало й «Коан-Мару», яке кілька діб перебувало в затоці, а 26 грудня полишило її та перейшло до Такао (наразі Гаосюн на Тайвані).
1 січня 1942 року «Коан-Мару» вийшло з Формози та 8 січня досягло Давао на південному узбережжі острова Мінданао (японський десантний загін висадився тут ще 20 грудня 1941 року).
Наприкінці січня «Коан-Мару» перейшов на острів Таракан біля східного узбережжя острова Борнео (цей центр нафтодобувної промисловості японці захопили 12 січня). Тут судно перебувало до 2 лютого, після чого повернулось до Давао.

## Служба в Рабаулі
У серпні 1942 року судно прибуло до Рабаула на острові Нова Британія (архіпелаг Бісмарка). У цьому містечку, захопленому в австралійців у січні 1942 року, японці створили свою головну передову базу, з якої протягом наступних років вели бойові дії на Соломонових островах та сході Нової Гвінеї. «Коан-Мару» перебувало в Рабаулі до квітня 1943 року, обслуговуючи численні кораблі та судна. Наприкінці квітня 1943 року «Коан-Мару» прибуло до Японії, між портами якої здійснювало рейси два наступні місяці.
25 червня — 6 липня 1943 року судно у складі конвою № 3625 здійснило перехід до атола Трук (створена ще до війни потужна база японського ВМФ на сході Каролінських островів). 9 липня «Коан-Мару» разом із конвоєм № 1091 рушило далі на південь та 12 липня прибуло до Рабаула, де перебувало наступні пів року. У цей період воно щомісячно здійснювало по кілька рейсів до бухти Массава на тому ж острові Нова Британія, де були великі ресурси гарної прісної води.
24 січня внаслідок авіанальоту на гавань Рабаула «Коан-Мару» затонуло (тоді ж були потоплені транспорти «Ліонз-Мару», «Тайшо-Мару» та «Ямаюрі-Мару»).